# Dug Codjo

a Compétitions nationales et continentales officielles uniquement.

Dernière mise à jour le 21 janvier 2023.
Dug Codjo, né le 22 avril 1987, est un joueur français de rugby à XV évoluant au poste d'ailier.

## Biographie
Dug Codjo est formé au RC Massy.
Il joue à l'US Oyonnax de la saison 2013-2014 jusqu'en 2020. Précédemment, il jouait à l'Union sportive carcassonnaise XV.

## Palmarès
- Champion de France de Pro D2 en 2017